# Белая Глинка (река)
Белая Гли́нка (Белогли́нка, Белогле́бка) — подземная река в Саратове, протекающая под Белоглинским оврагом. Ранее являлась надземной. Брала свои истоки на Лысой горе в районе Октябрьского посёлка, протекала по Белоглинскому оврагу и впадала в Волгу в районе улицы Вольской на территории современного корпуса СГЮА.
В 1800-х годах отмечалась на картах как «Речка Белая Глинка». Альтернативное название — Белоглебка — получила из-за проживавшего там в течение 5 лет астраханского купца Глеба Белого.
В 1892 году Белоглинский овраг был засыпан по решению властей, поскольку местное население и построенные вдоль него предприятия превратили его в свалку и сточную канаву, в результате чего он стал являться источником антисанитарии. Засыпка естественного дренажа грунтовых вод приводила к их скоплению и подтапливанию некоторых жилых районов города. Позднее (в годы СССР) были проложены бетонные подземные коллекторы, в которые направлено русло реки. Последний участок был закрыт в них в 1970-е годы. Современное подземное русло проходит под улицей Белоглинской и пересекает улицу Чернышевского на перекрёстке с улицей Радищева на глубине примерно 20 метров.
Неоднократно являлась объектом изучения и фотографирования современными диггерами.